# 直江村 (島根県)
直江村（なおえむら）は、島根県簸川郡にあった村。現在の出雲市斐川町直江にあたる。

## 地理
- 山岳：仏経山[1]

## 歴史
- 1889年（明治22年）4月1日 - 町村制の施行により、出雲郡直江町、下直江村が合併して村制施行し、直江村が発足[1][2]。大字は全域、下直江のみ[1]。役場は市街地の西部、郡家跡に設置[1]。
- 1896年（明治29年）4月1日 - 郡の統合により簸川郡に所属[2]。
- 1934年（昭和9年）島根県農事試験場の直江蔬菜園芸場を設置[1]。
- 1947年（昭和22年）11月30日 - 昭和天皇が新川開拓地に行幸（昭和天皇の戦後巡幸）[3]。
- 1955年（昭和30年）4月15日 - 簸川郡荘原村、出西村、伊波野村、久木村、出東村と合併して、斐川村を新設して廃止[1][2]。

## 産業
- 農業、商業[1]。

## 海軍
1945年（昭和20年）海軍航空隊の直江基地が、新川の廃川地に設けられ、戦後、耕地や住宅地となった。